# ゆる鉄画廊
ゆる鉄画廊（ゆるてつがろう）は、写真家の中井精也が東京都荒川区に開設していた、鉄道写真主体のギャラリーである。

## 立地
都電荒川線三ノ輪橋停留場から徒歩3分の商店街の中に立地。商店街は大正時代からあり、戦災も耐え抜き、都電が近いことから、この地に画廊の開設を決めたという。中井が都電沿線の撮影に良く商店街を訪れていた事で、知り合いが多かったことも決め手となった。
パリには写真を売っている店が数多くあり、気に入った写真を気軽に買うことができる。駅でも鉄道写真を買うことができるという。中井は「プリントを販売できる場所を持つ」夢があり、「日本でも写真家が直接写真を売って生計を立てられる」ことを目指し、ゆる鉄画廊のギャラリースタイルを考案した。中井は自身が好きな撮影地の小湊鉄道線と都電荒川線の沿線で物件を探していた。2018年3月に、以前は女性向け用品店だった物件を見つけ、ゴールデンウィークに間に合わせるように急いで開設に至った。
「ゆる鉄画廊」の開業後、商店街には今まで見られなかった客層が増え、商店街の店舗とのコラボレーションも起きた。
2021年08月22日に閉館し、以降は日本全国で「ゆる鉄画廊NOMAD」として巡回展をしている。

## 内装
店内は子供でも写真を見られるように棚を低くし、銭湯のタイルのようなパネルに写真を入れ、中に入りやすい雰囲気を心掛けた。

## 販売
画廊内のフレーム入りプリント写真は客が展示から外し、そのままレジで購入することができる。「一般の人にも手が届く値段」として、作品は1万円からに設定している。また、ポラロイドカメラで撮影したワン＆オンリーの写真や、小学生までの子供が1000円で買える作品も揃えている。また、これまで中井が出した写真集やグッズを「アーカイブ」のようにまとめたコーナーもあり、これらも購入できる。。

## アクセス
- 都電荒川線 三ノ輪橋停留場徒歩2-3分[5]
- 東京メトロ日比谷線 三ノ輪駅より徒歩約7分[3]